# グランプリ (中央競馬)
グランプリとは日本中央競馬会（JRA）が施行する競馬の重賞競走でファン投票によって出走馬が決定される有馬記念の副称で、有馬記念、宝塚記念の総称である。

## 解説
競馬においてファン投票で出走馬が決定されることは世界的にも類を見ないものであったが、1956年に当時の日本中央競馬会理事長であった有馬頼寧が、東京競馬場で行われる「競馬の祭典」といわれる東京優駿（日本ダービー）に匹敵する大競走を中山競馬場に誘致しようと、プロ野球のオールスターに倣ってファン投票方式を発案し、「中山グランプリ」として創設されたのがグランプリレースの始まりである。翌年、有馬が死去したため、有馬の業績をたたえて同競走は「有馬記念（グランプリ）」と改称された。
有馬記念は3歳馬と古馬との対戦の場として、また1年の締めくくりとして、「秋競馬の祭典」としての性格を持つようになった。
1960年に、有馬記念に匹敵する大競走を関西で開催したいという要望からファン投票方式を倣った宝塚記念が新設された。宝塚記念は「春競馬のグランプリ」、あるいは気候上「夏のグランプリ」と呼ばれることが多い。
春のグランプリは「宝塚記念」、秋のグランプリは「有馬記念（グランプリ）」といったように、有馬記念のみにグランプリと表記されることが多いが、どちらも歴としたグランプリレースという扱いである。
また、有馬記念にのみ括弧付でグランプリと表記される理由は、同レース第1回開催の競走名「中山グランプリ」の名残である。
どちらかのレースを勝利するとグランプリホースと呼ばれ、2つのレースを勝つことができると、春秋グランプリホースの称号を手に入れることができる。

## 主なグランプリホース
下記の競走馬が両レースを勝利している。（3連覇以上を達成したものは太字で記載）
| 優勝回数 | 馬名               | 管理調教師 | 騎手                        | 優勝年度 | 優勝年度 | 備考 |
| 優勝回数 | 馬名               | 管理調教師 | 騎手                        | 宝塚記念 | 有馬記念 | 備考 |
| -------- | ------------------ | ---------- | --------------------------- | -------- | -------- | --- |
| 3        | スピードシンボリ   | 野平省三   | 野平祐二                    |          | 1969     | 初の秋春連覇及び3連覇・有馬記念2勝、宝塚記念の詳細は当該記事を参照 7歳（旧8歳）での優勝は両レースとも最高齢記録 |
| 3        | スピードシンボリ   | 野平省三   | 野平祐二                    | 1970     |          | 初の秋春連覇及び3連覇・有馬記念2勝、宝塚記念の詳細は当該記事を参照 7歳（旧8歳）での優勝は両レースとも最高齢記録 |
| 3        | グラスワンダー     | 尾形充弘   | 的場均                      |          | 1998     | 宝塚記念の詳細は当該記事を、2度目の有馬記念の詳細は当該記事を参照                                               |
| 3        | グラスワンダー     | 尾形充弘   | 的場均                      | 1999     |          | 宝塚記念の詳細は当該記事を、2度目の有馬記念の詳細は当該記事を参照                                               |
| 3        | オルフェーヴル     | 池江泰寿   | 池添謙一                    |          | 2011     | 3連覇以外で3勝は史上初、史上2頭目となる隔年での有馬記念2勝                                                      |
| 3        | オルフェーヴル     | 池江泰寿   | 池添謙一                    | 2012     | 2013     | 3連覇以外で3勝は史上初、史上2頭目となる隔年での有馬記念2勝                                                      |
| 3        | ゴールドシップ     | 須貝尚介   | 内田博幸                    | 2013     | 2012     | 宝塚記念2勝は史上初                                                                                             |
| 3        | ゴールドシップ     | 須貝尚介   | 横山典弘                    | 2014     |          | 宝塚記念2勝は史上初                                                                                             |
| 3        | クロノジェネシス   | 斉藤崇史   | 北村友一                    | 2020     | 2020     | 初の春秋春での3連覇、及び牝馬初のグランプリ3勝・宝塚記念2勝。有馬記念の詳細は当該記事を参照                     |
| 3        | クロノジェネシス   | 斉藤崇史   | C.ルメール                  | 2021     |          | 初の春秋春での3連覇、及び牝馬初のグランプリ3勝・宝塚記念2勝。有馬記念の詳細は当該記事を参照                     |
| 2        | リユウフオーレル   | 橋本正晴   | 宮本悳                      | 1963     | 1963     | 初の春秋連覇 |
| 2        | シンザン           | 武田文吾   | 栗田勝(宝塚) 松本善登(有馬) | 1965     | 1965     | 有馬記念の詳細は当該記事を参照                                                                                  |
| 2        | トウショウボーイ   | 保田隆芳   | 武邦彦                      | 1977     | 1976     | |
| 2        | イナリワン         | 鈴木清     | 武豊(宝塚) 柴田政人(有馬)   | 1989     | 1989     | グレード制導入後初の春秋連覇。有馬記念の詳細は当該記事を参照                                                    |
| 2        | メジロパーマー     | 大久保正陽 | 山田泰誠                    | 1992     | 1992     | |
| 2        | マヤノトップガン   | 坂口正大   | 田原成貴                    | 1996     | 1995     | グレード制導入後初の秋春連覇                                                                                    |
| 2        | テイエムオペラオー | 岩元市三   | 和田竜二                    | 2000     | 2000     | |
| 2        | ディープインパクト | 池江泰郎   | 武豊                        | 2006     | 2006     | 宝塚記念は京都競馬場で開催、有馬記念の詳細は当該記事を参照                                                      |
| 2        | ドリームジャーニー | 池江泰寿   | 池添謙一                    | 2009     | 2009     | 有馬記念の詳細は当該記事を参照                                                                                  |
| 2        | リスグラシュー     | 矢作芳人   | D.レーン                    | 2019     | 2019     | 牝馬初のグランプリ2勝。宝塚記念の詳細は当該記事を、有馬記念の詳細は当該記事を参照                               |
| 2        | イクイノックス     | 木村哲也   | C.ルメール                  | 2023     | 2022     | |

- 他にシンボリルドルフ[7]、オグリキャップ、シンボリクリスエスが有馬記念で2回優勝している[8]